# Bruzzano

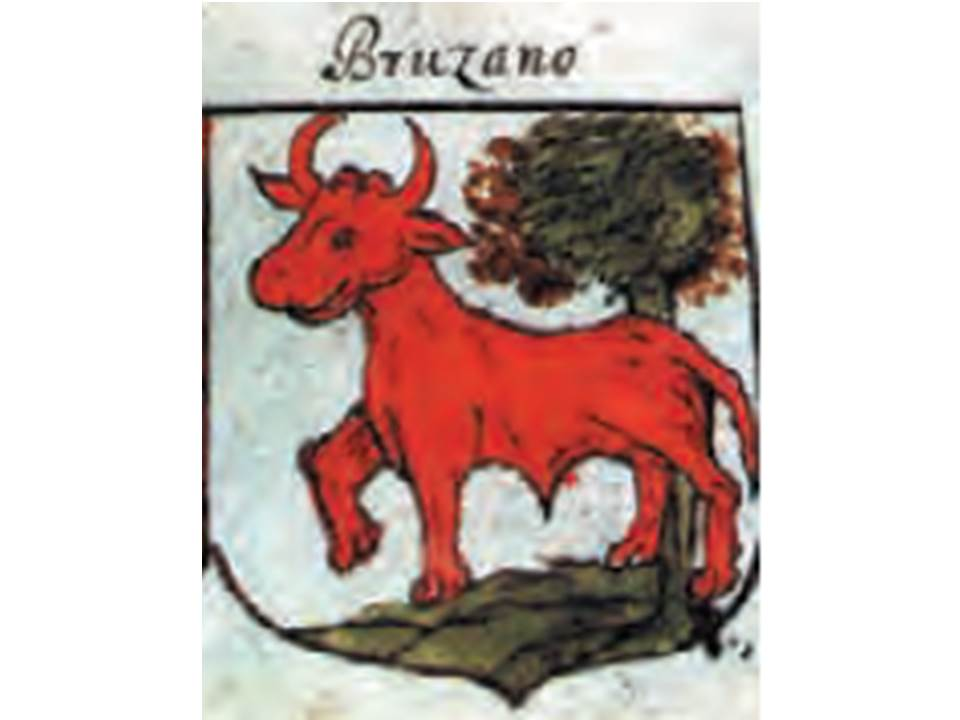
Antico stemma araldico di Bruzzano. Tratto dal Codice Cremosano, una versione leggermente differente con l'abero sradicato è presente anche nello Stemmario Trivulziano. L'unica rappresentazione pittorica presente a Bruzzano, si trova su una lastra marmorea commemorativa presente all'interno dell'antica casa a coorte chiamata Corte de Cesani in via Fulton 12.

Bruzzano (AFI: [brutˈtsano], Bruscian in dialetto milanese, AFI: [bryˈʃãː]) è un quartiere  della periferia nord di Milano, appartenente al Municipio 9 e al NIL n. 83, denominato: “Bruzzano”. 
Confina con i quartieri di Niguarda a sud-est, di Affori a sud-ovest e della Comasina a ovest; confina inoltre con il comune di Cormano a nord.  

## Storia

### Dai primi documenti scritti all'annessione a Milano

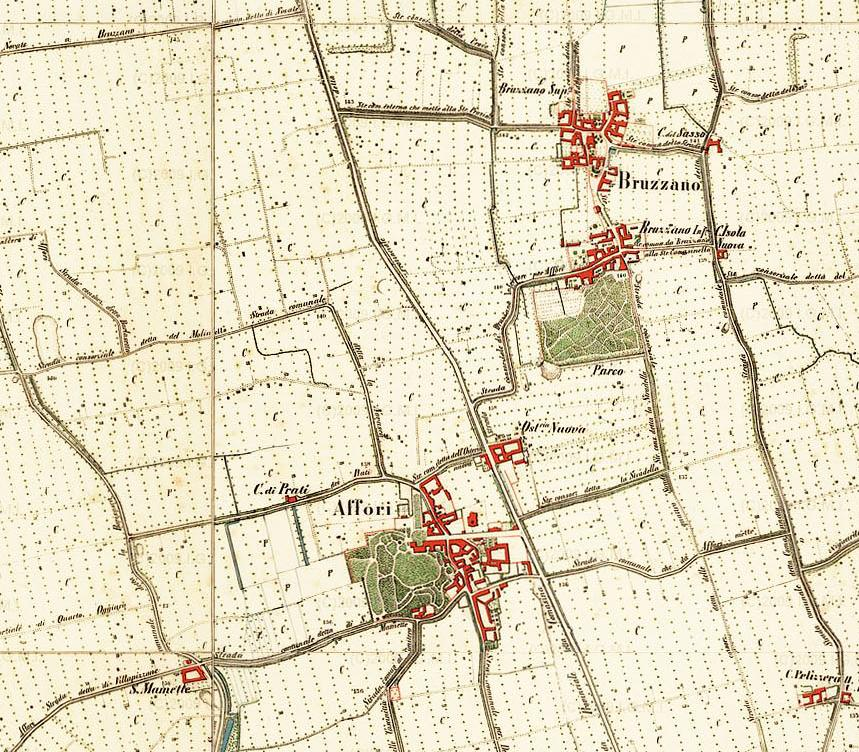
I due nuclei storici di Bruzzano (distinguibile nei suoi due borghi) ed Affori, nella Carta di Manovra dell'IGM del 1878.

Stemma comunale

Bruzzano era una località agricola di antica origine, posta sulla strada da Milano a Como (attuale via Comasinella). Il nome deriva dal latino Bruttianum, in quanto il proprietario di tale fundus agricolo era un cittadino romano emigrato al nord dal Bruttium, l'odierna Calabria. Proprio in questa regione, si trova oggi l'omonimo comune di Bruzzano Zeffirio.
I primi documenti scritti che testimoniano l'esistenza di un comune indipendente risalgono al 1346, mentre le prime testimonianze dell'esistenza della chiesa di Santa Maria Assunta risalgono addirittura al 1011. I primi dati sulla popolazione risalgono al 1574, anno in cui si registravano circa 310 anime, mentre nel 1751 se ne contavano 520, e 625 nel 1771. Per secoli fu centro di un vasto territorio plebano, fino alla dissoluzione della pieve nel 1930, quando ormai Bruzzano era da tempo stata assorbita dal Comune di Milano.
In età napoleonica Bruzzano, che nel 1805 aveva 848 abitanti, fu ingrandita annettendo Brusuglio nel 1809, e Bresso con Cormano nel 1811, ma tutti i centri recuperarono l'autonomia nel 1816 dopo la costituzione del Regno Lombardo-Veneto. Nel 1853 il comune di Bruzzano contava 1368 abitanti, saliti a 1436 nel 1861. Nel 1862 Bruzzano assunse la denominazione di Bruzzano dei due Borghi, per distinguersi da altre località omonime.
Bruzzano costituì un comune autonomo fino al 1868 quando fu soppresso, assieme a Bresso e Dergano, e unito a quello di Affori, il quale fu poi annesso a Milano nel 1923. In questo periodo, nel 1917, la popolazione del quartiere era arrivata a circa 3 000 abitanti.

### Storia recente
Il territorio bruzzanese segue così le sorti della città che si sta facendo metropoli e durante il periodo del "boom economico" italiano l'area urbana del quartiere si espande, saldandosi con i quartieri limitrofi, e si industrializza. Numerosi sono gli stabilimenti di piccola/media grandezza facenti capo a diverse aziende: Basf, Zucca, Nascor, Omtra.
Le espansioni residenziali riguardano in parte interventi di edilizia pubblica economico-popolare, od interventi privati caratterizzati da altezze mediamente elevate (dai 5/6 piani di numerosi condomini ai 18 piani delle torri popolari di via Vincenzo da Seregno).
L'unico fatto che permette di non saldare la trama urbana da sudest a nordest è la creazione del Parco Nord, che di fatto funge da confine dell'edificato.
Negli anni Ottanta e Novanta del XX secolo le aree industriali vengono progressivamente dismesse, mentre vengono realizzati alcuni interventi di terziarizzazione.
In seguito sono stati definiti numerosi Programmi Integrati d'Intervento (PII) che hanno riqualificato (o stanno riqualificando) molte delle aree industriali, trasformandole in aree quasi esclusivamente residenziali, prevedendo pochi spazi per esercizi commerciali di vicinato e quantità variabili di spazi verdi e giardini pubblici.

## Monumenti e luoghi d'interesse

### Architettura
La lunga storia del quartiere è testimoniata, oltre che dai suoi monumenti, da alcuni segni storici ben precisi, come gli stemmi dei Visconti che campeggiano su alcuni edifici o muri rimasti intatti sino ad oggi. La nobile famiglia milanese, infatti, aveva in Bruzzano una delle sue mete estive e di ristoro, per sfuggire alla caotica città e riposare in campagna.

#### Chiesa di Santa Maria Assunta
La chiesa parrocchiale di Santa Maria Assunta è la principale del quartiere (un'altra chiesetta si trova a sud, lungo via Giuditta Pasta) ed è il risultato di vari rimaneggiamenti, in particolar modo degli ultimi secoli. Della struttura originaria rimane oggi solamente una parete (affrescata in periodo rinascimentale).

#### Castello visconteo di Bruzzano
Dell'antico castello di Bruzzano Inferiore, probabile residenza dei Visconti, rimane oggi ben poco, ridotto a palazzo residenziale di tre piani, ripristinato in stile visconteo a fine Ottocento, anche se di pura fantasia. La struttura originaria è stata pesantemente rimaneggiata, lasciando visibili solamente i muri in laterizio all'ultimo piano, i merli e gli stemmi viscontei sulle facciate.

#### Cassina Anna
Edificata sul finire dell’Ottocento per volontà del duca Guido Visconti di Modrone, che lo dedicò alla moglie, la contessa Ida Renzi, da cui deriva la denominazione originale del complesso, Cassina Ida, nel 1934 fu venduta dal figlio, Giuseppe Visconti, all’anonima società “Cassina Anna”, da cui l’edificio prese l’attuale denominazione. Ristrutturata egregiamente in tempi recenti, Cassina Anna, è uno degli edifici storici meglio conservati del quartiere. Il complesso cascinale è ancora visibile e si compone di più edifici. Il corpo principale è oggi adibito a servizio pubblico e comprende la biblioteca locale, un centro anziani e una sala congressi. Nel cortile centrale è stato installato un piccolo anfiteatro scavato nel terreno, utilizzato in occasione di eventi locali. Il muro di cinta è ancora visibile e conserva, all'altezza degli ingressi, i capitelli recanti lo stemma del biscione. Tale stemma è visibile anche sui muri del corpo principale.

### Parchi

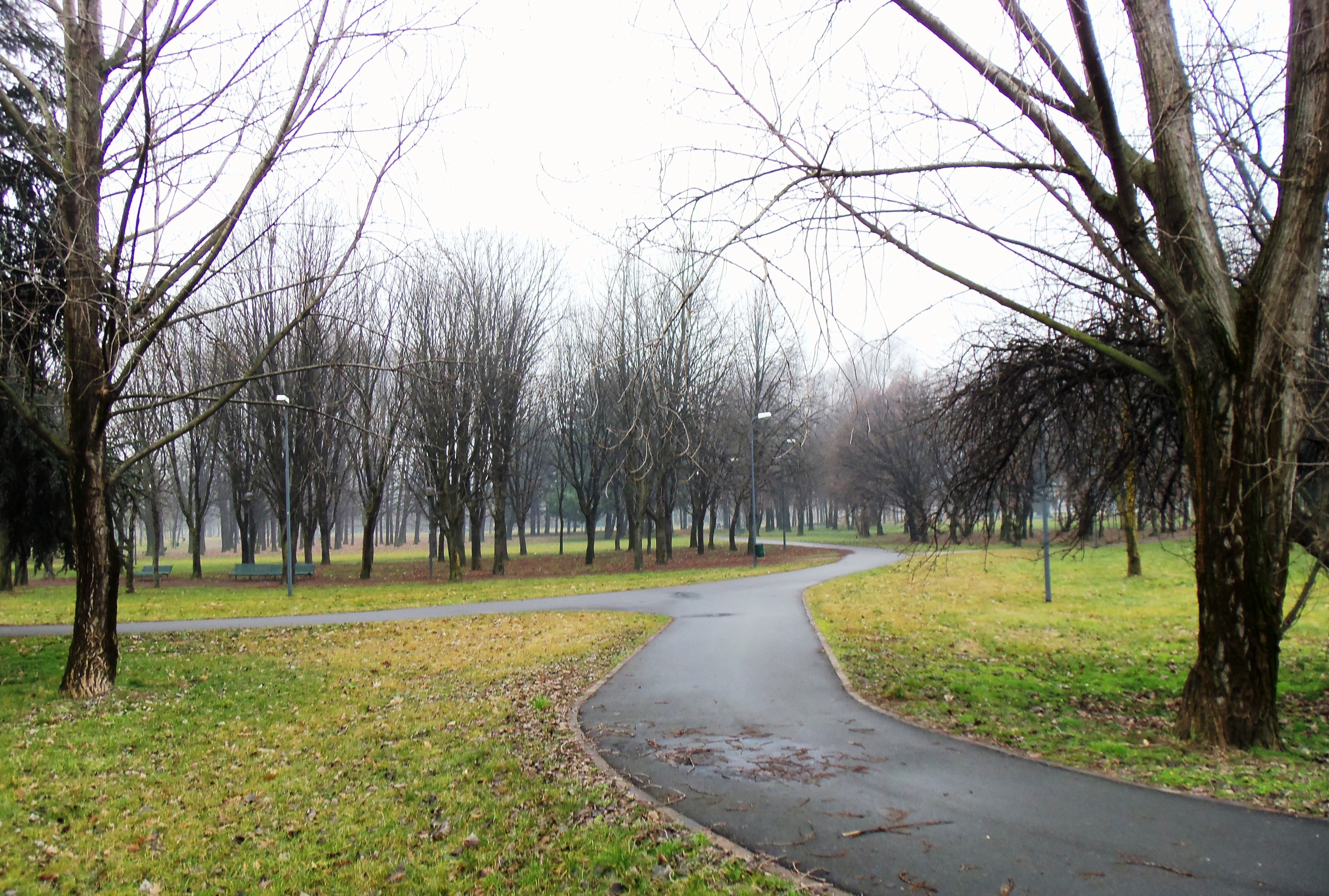
Uno scorcio del Bosco di Bruzzano

Oltre ad avere alcuni giardini pubblici, il quartiere è cinto da nordest a sudest dal Parco Nord Milano. Il Parco si è sviluppato negli anni partendo dal Bosco di Bruzzano, un'area verde alberata già presente nel 1968, prima dell'istituzione del parco stesso e ora parte del parco Nord. All'interno del perimetro a parco è presente anche il cimitero di Bruzzano, uno dei più estesi di Milano.

## Servizi principali
Oltre alle scuole dell'obbligo (due primarie e una secondaria di primo grado) e dell'infanzia (due asili nido e due scuole materne) era presente un liceo classico intitolato a Omero, che attualmente si è trasferito nell'Istituto d'istruzione superiore Bertrand Russell di Niguarda.
Nel quartiere è presente anche un ospedale di medio-grandi dimensioni, l'Istituto Ortopedico Galeazzi, diventato tristemente noto per la vicenda dello scoppio di una camera iperbarica verso la fine degli anni ‘90, e oggi facente parte del Gruppo Ospedaliero San Donato.

## Infrastrutture e trasporti
Viale Rubicone è l'importante asse di collegamento che tange Bruzzano a ovest e sud-ovest; si tratta di un viale di scorrimento urbano, naturale continuazione della SS35 superstrada Milano-Meda, che collega i viali della circonvallazione esterna di Milano con la Brianza. Ai bordi nordoccidentali del quartiere, interconnesso con la stessa Milano-Meda, si trova anche lo svincolo di Cormano dell'Autostrada A4 Torino-Trieste.
La fermata di Milano Bruzzano Parco Nord è servita dalle linee S2 e S4 del servizio ferroviario suburbano di Milano, svolto da Trenord nell'ambito del contratto di servizio stipulato con la Regione Lombardia. L'impianto è stato aperto nell'ottobre del 2014 e ha sostituito la precedente stazione posizionata nel centro del quartiere, a 350 metri di distanza.
Il quartiere non è servito da linee metropolitane. Tuttavia, poco distante dal confine con il quartiere, si trovano, all'interno degli attigui quartieri di Affori e della Comasina, le stazioni Comasina e Affori FN, della linea M3 della metropolitana di Milano.
Alcune linee di autobus, gestite da ATM, collegano Bruzzano ai quartieri limitrofi e al centro di Milano.
Negli anni trenta del XX secolo venne realizzata una breve diramazione della tranvia Milano-Limbiate, per servire l'abitato di Bruzzano.

## Amministrazione
Bruzzano fa parte del Municipio 9 del comune di Milano.
Prima della riforma delle suddivisioni in 9 municipi faceva parte, assieme ad Affori, alla Bovisasca e alla Comasina, dell'allora zona 8. Il quartiere Comasina sorge su un territorio che storicamente fu una zona agreste che apparteneva a Bruzzano.

## La Canzone di Bruzzano
La Canzone di Bruzzano è un brano della tradizione popolare trasmesso oralmente tra gli abitanti del quartiere di Bruzzano, a Milano. Il testo è stato recuperato grazie all'impegno della famiglia Asnaghi, residente storicamente nel quartiere, che ha collaborato con il musicista locale Fabio Silvestrin durante il periodo di lockdown della prima ondata della pandemia di Covid-19. Questo brano celebra con ironia e affetto il quartiere di Bruzzano, mettendo in luce le sue peculiarità e l'orgoglio dei suoi abitanti.

### Origini e recupero
La canzone veniva cantata dai vecchi bruzzanesi e tramandata di generazione in generazione, senza essere mai stata trascritta ufficialmente. Durante il lockdown del 2020, la famiglia Asnaghi, con il contributo di Fabio Silvestrin, ha avviato un progetto di recupero e valorizzazione di questo patrimonio orale, raccogliendo i frammenti del testo e ricostruendo la melodia basandosi sui ricordi degli anziani del quartiere.

### Testo della canzone
Bruzzanesi, bruzzanesi credon d'esser milanesi ma...
...finché Brüscian sarà Brüscian, saran pesan!
Tra Novate e Cinisello, c'è un ignoto paesello.
Con seimila abitanti, tra galline, cani e gatti.
L'ambizion dei contadini è di chiamarsi cittadini!
Bruzzanesi, bruzzanesi credon d'esser milanesi ma...
...finché Brüscian sarà Brüscian, saran pesan!
Quattro case e una cascina, formano la cittadina.
Focolai e zoccolon, e vestiti a bicolor.
Con un treno ed un tranvai, che in città non vanno mai...
Bruzzanesi, bruzzanesi credon d'esser milanesi ma...
...finché Brüscian sarà Brüscian, saran pesan!
Or vi dirò che i nostri avi han lasciato ai nostri padri:
Una zucca d'un quintal, e l'han posta a dominar.
Ogni dì all'aurora par che dicano ancora...
Bruzzanesi, bruzzanesi credon d'esser milanesi ma...
...finché Brüscian sarà Brüscian, saran pesan!